# Bengt Gustafsson
Bengt Gustafsson (Mölndal, 17 maggio 1963) è un ex pallavolista ed ex giocatore di beach volley svedese, nel ruolo di schiacciatore od opposto.

## Carriera

### Giocatore

#### Pallavolo

##### Club

Gustafsson (a sinistra) e Andrea Giani esultanti per il Parma nella stagione 1987-88

Inizia la sua carriera in patria, prima nel Sjövalla FK e poi nel Progona VBK, con cui vince il campionato svedese 1982-83. Nella stagione 1983-84 si trasferisce in Italia, al CUS Torino, dove in due annate vince il campionato e la Coppa delle Coppe; passa poi al Parma, ottenendo la vittoria della Coppa Italia 1986-87 e della Coppa delle Coppe 1987-88.
Terminata questa esperienza va a giocare nel campionato greco, dove indossa la maglia dell'Olympiakos, ma alcuni problemi con la dirigenza lo portano a chiudere la stagione in Svezia, dove gioca i play-off con il Kungälvs vincendo lo scudetto. Nell'annata 1989-90 torna nel campionato italiano, ingaggiato dal Treviso dove rimane fino al gennaio del 1991, quando rimane vittima di un incidente stradale che mette precocemente fine alla sua carriera da giocatore indoor.

##### Nazionale
Nella stagione 1983-84 entra a far parte della nazionale svedese, con cui conquista la medaglia d'argento al campionato europeo 1989, perdendo la finale contro un'Italia all'alba della generazione di fenomeni.

#### Beach volley
Nel 1993 abbandona la già intrapresa carriera in panchina per il beach volley: in coppia con Per Magnusson partecipa a tornei nazionali in Svezia e a due tappe del World tour, in Belgio e in Francia.

### Allenatore
Nel biennio 1991-93 siede sulla panchina del Kungälvs, che guida alla vittoria di due campionati svedesi.

## Palmarès

### Giocatore

#### Pallavolo

##### Club

###### Competizioni nazionali
- Campionato svedese: 2

Progona VBK: 1982-83
Kungälvs VBK: 1988-89
- Campionato italiano: 1

CUS Torino: 1983-84
- Coppa Italia: 1

Parma: 1986-87

###### Competizioni internazionali
- Coppa delle Coppe: 2

CUS Torino: 1983-84
Parma: 1987-88

##### Individuale
- 1989 - Campionato europeo: MVP

#### Allenatore
- Campionato svedese: 2

Kungälvs VBK: 1991-92, 1992-93